# Élections législatives de 1919 dans la Côte-d'Or
Les élections législatives du 16 novembre 1919, et éventuellement dans l'hypothèse d'un second tour du 30 novembre 1919, sont organisées selon un scrutin de liste dans le cadre du département : tout candidat obtenant la majorité absolue des suffrages est élu, les sièges restants étant attribués à la représentation proportionnelle à la plus forte moyenne. Elles marquèrent au niveau national la victoire du Bloc national de centre-droit. La nouvelle assemblée fut surnommée « Chambre bleu horizon », en référence à la couleur bleu horizon des uniformes des très nombreux anciens combattants qui y siègeront.

## Résultats départementaux

### Par listes
| Listes         | Listes                                 | Premier tour | Premier tour | Sièges |
| Listes         | Listes                                 | Voix         | %            | Sièges |
| -------------- | -------------------------------------- | ------------ | ------------ | ------ |
|                | Liste d'Action républicaine et sociale | 50 996       | 70,21        | 5      |
|                | Liste du Parti socialiste unifié       | 19 797       | 27,25        | 0      |
|                |                                        |              |              |        |
| Inscrits       | Inscrits                               | 100 397      | 100,00       | 5      |
| Votants        | Votants                                | 73 705       | 73,41        |        |
| Abstention     | Abstention                             | 26 692       | 26,59        |        |
| Blancs et nuls | Blancs et nuls                         | 1 067        | 1,45         |        |
| Exprimés       | Exprimés                               | 72 638       | 98,55        |        |

### Par candidats
| Candidat       | Candidat          | Tendance       | Premier tour | Premier tour |
| Candidat       | Candidat          | Tendance       | Voix         | %            |
| -------------- | ----------------- | -------------- | ------------ | ------------ |
|                | Adéodat Boissard  | FR             | 49 563       | 68,23        |
|                | Étienne Camuzet   | PRS            | 51 792       | 71,30        |
|                | Étienne Charlot   | PRS            | 51 534       | 70,95        |
|                | Auguste Montenot  | DVD            | 50 428       | 69,42        |
|                | Émile Vincent     | PRRRS          | 51 664       | 71,13        |
|                |                   |                |              |              |
|                | Henri Barabant    | SFIO           | 20 254       | 27,88        |
|                | Bouhet-Allex      | SFIO           | 20 167       | 27,76        |
|                | Jacob             | SFIO           | 19 116       | 26,32        |
|                | Rousseau-Durandot | SFIO           | 19 222       | 26,46        |
|                | Vacher            | SFIO           | 19 229       | 26,47        |
|                |                   |                |              |              |
|                | Meunier           | DIV            | 581          | 0,80         |
|                |                   |                |              |              |
| Inscrits       | Inscrits          | Inscrits       | 100 397      | 100,00       |
| Votants        | Votants           | Votants        | 73 705       | 73,41        |
| Abstention     | Abstention        | Abstention     | 26 692       | 26,59        |
| Blancs et nuls | Blancs et nuls    | Blancs et nuls | 1 067        | 1,45         |
| Exprimés       | Exprimés          | Exprimés       | 72 638       | 98,55        |